# Port lotniczy Exeter
Exeter International Airport (IATA: EXT, ICAO: EGTE) – międzynarodowe lotnisko w Exeter w hrabstwie Devon, Anglia.
Głównym pasem startowym jest pas o kierunku 08/26, ale na lotnisku znajdują się jeszcze dwa mniejsze nieczynne pasy startowe. Teraz są one przeznaczone na parkowanie samolotów cywilnych i wojskowych

## Linie lotnicze i połączenia
| Linia lotnicza         | Kierunek |
| ---------------------- | --- |
| Aer Lingus             | 1. Belfast-City 2. Dublin |
| Aurigny Air Services   | 1. / Guernsey |
| Blue Islands           | 1. / Jersey |
| Isles of Scilly Skybus | Sezonowo: 1. St Mary’s |
| Loganair               | 1. Edynburg 2. Glasgow (do 29 marca 2024) 3. Newcastle |
| Ryanair                | 1. Alicante 2. Malaga Sezonowo: 1. Faro 2. Palma de Mallorca (od 2 maja 2024) |
| TUI Airways            | Sezonowo: 1. Antalya 2. Chambéry 3. Korfu 4. Dalaman 5. Gran Canaria 6. Heraklion 7. Lanzarote 8. Menorka 9. Palma de Mallorca 10. Pafos 11. Rodos 12. Teneryfa-Południe 13. Zakintos |

### Cargo
| Linia lotnicza | Kierunek         |
| -------------- | ---------------- |
| Royal Mail     | 1. East Midlands |